# Hörereignisort
Zur Abgrenzung des (physikalischen) Stimulus des Ortes eines Schallereignisses zur zugehörigen (psychoakustischen) Empfindung hat Jens Blauert den Begriff Hörereignis und Hörereignisort im Jahre 1966 eingeführt.
Ein Hörereignisort ist beschrieben durch die Hörereignisrichtung (Horizontalwinkel und Höhenwinkel) und die wahrgenommene Distanz (Hörereignisentfernung).

## Psychoakustische Größen und Effekte des Räumlichen Hörens
Eine weitere beschreibende Größen des räumlichen Hörens ist die Lateralisation. Dies ist wahrgenommene die seitliche Auslenkung (links<->rechts)
Ein Hörereignisort kann von einem Schallereignisort stark abweichen.
Speziell bei Kopfhörerwiedergabe kann der wahrgenommene Ort „im Kopf“ liegen. Dies nennt man Im-Kopf-Lokalisation (kurz IKL). Eine Verwechslung der Hörereignisrichtung zwischen vorne und hinten tritt vermehrt bei Nähe zur Medianebene auf. Dieses wird als Vorne-Hinten-Inversion (kurz VHI) bezeichnet.
Bei mentaler Fokussierung auf einen Hörereignisort kann ein Hörer durch den Cocktailparty-Effekt sich auf einzelne Schallquellen konzentrieren. Durch den binauralen Effekt wird die Unterdrückung von Hintergrundgeräuschen verbessert.

## Akustische Signale
Eine Quelle steht kurz für eine einzelne Schallquelle.
Entsprechende ist eine Quellkomponente eines akustischen Signals eine akustische Signal-Komponente (d. h. Bestandteil) einer Quelle.
Ein Schallereignis wird gebildet aus akustische Signalen einer oder mehrerer Schallquellen und besteht damit aus einer (oder mehreren) Quellkomponente(n).
| Quellenzahl | Wiedergabe-Art      | Quellen-konfiguration            |
| ----------- | ------------------- | -------------------------------- |
| 1           | Monophonie          | mit einem einzelnen Lautsprecher |
| 2           | Stereo-Kopfhörer    | mit zwei Kopfhörermuscheln       |
| 2           | Stereo-Lautsprecher | mit zwei Lautsprechern           |
| 4           | Quadrofonie         | via vier Lautsprecher            |
| N > 4       | Surround-Audio      | z. B. 5.1, 7.1 oder 11.x         |

## Wahrnehmungs-Effekte bei mehreren (Schall-)Quellkomponenten
Die zugehörige Gesamtwahrnehmung kann bei Vorliegen mehrerer Quellkomponenten von der Summe der Wahrnehmungen einzelner abweichen.

### Stereophonie via Lautsprecher auch mit mehreren Signalbestandteilen
Siehe auch Panoramaregler, Intensitätsstereophonie, Auditive Wahrnehmung.
| Für mehrerer Quellen (wie Stereo- oder Surround-Lautsprecher) kann ein geeignetes Stereophones Audiosignal verschiedene vorgebbaren Hörereignisorte zwischen den eigentlichen (Schall-)Quellen erzeugen. D. h. die Hörereignisorte sind in der Regel nicht deckungsgleich mit den Positionen der Schallquellen. Das menschliche Gehör kann simultan mehrere Signalbestandteile (Quellkomponenten) gleichzeitig verschiedene Hörereignisorte zuordnen. Im einfachsten Fall z. B. bei identischen Signalen auf zwei Quellen B1 und B2 folgt aus der Duplex-Theorie am Ort A des menschlichen Hörers eine Laufzeitdifferenz zwischen dem akustischen Signal am linken Ohr bezogen auf das rechte Ohr. Simultan entsteht durch Kopf -Abschattungseffekte (frequenzabhängige) Pegeldifferenzen zwischen beiden Ohren. Hier (im Fall identischer Signale mit 2 Lautsprechern) wird der Ort des Schallereignis in der Regel zwischen der Stereobasis der Lautsprecher B1 und B2 wahrgenommen. Dieser wahrgenommen Ort C ist der zugehörige Hörereignisort. | Hörereignisort zwischen zwei Stereolautsprechern |

### Räumliches Audio via Stereo Kopfhörer
Eine räumliche Orts-Wahrnehmung in Form von Hörereignisrichtungen aus der Horizontaleben
ist spätestens seit 1996 mit Kopfhörer Stand der Technik.
Für räumliche Wahrnehmung via Kopfhörer werden die akustischen Signale für die linke und rechte Ohrmuschel mit speziellen Signalverarbeitungsalgorithmen prozessiert.

## Vorne-hinten-Inversion eines Hörereignisses
Eine Verwechslung von Vorne<->Hinten, die vermehrt beim Hörereignisort nahe der Medianebene auftritt.
| Schallereignis vorne-links                         | zugehöriges Hörereignis                                        | Hörereignis bei Vorne-Hinten-Inversion                                                     |
| schematische Darstellung eines Schallereignisortes | schematische Darstellung der Wahrnehmung eines Hörereignisorts | schematische Darstellung der Wahrnehmung eines Hörereignisortes bei vorne Hinten Inversion |
| physikalischer Stimulus                            | stimmige psychoakustische Empfindung                           | abweichende psychoakustische Empfindung                                                    |